# Violetta (telenovela)
Violetta es una telenovela infantil-juvenil argentina original de Disney Channel Latinoamérica, transmitida desde el 14 de mayo de 2012 hasta su final el 6 de febrero de 2015. Tras el éxito de la telenovela Patito feo, producida por Ideas del Sur, durante su emisión por Disney Channel, y la inauguración del género telenovela en el canal estadounidense, fue confirmada la propia producción original de la compañía para continuar con el fenómeno que Patito Feo había generado en el público, presentando la sucesora de la misma en coproducción con la productora argentina Pol-ka. La telenovela fue protagonizada por un elenco multinacional liderado por Martina "Tini" Stoessel, Jorge Blanco, Diego Ramos y Mercedes Lambre, además es la primera producción original de Disney Channel Latinoamérica. 
La primera temporada de Violetta fue estrenada en 2012, la segunda en 2013 y la tercera temporada en el año 2014 en América Latina, además se emitió en Europa, Israel, Medio Oriente y África. Se convirtió en la primera co producción llevada a cabo entre las filiares de Disney presentes en dichas regiones. La serie fue grabada en alta definición. La serie contó con dos giras internacionales por América Latina y Europa. 
Más tarde, se anunció una secuela en forma de película titulada Tini: El gran cambio de Violetta, la cual marcó el final definitivo de la serie. Se estrenó el 6 de mayo de 2016 en cines de Europa, y posteriormente los días 2 y 3 de junio en Latinoamérica. La película fue protagonizada por Tini Stoessel, Jorge Blanco, Adrián Salzedo, Mercedes Lambre, María Clara Alonso, Diego Ramos, Ángela Molina y la actuación especial de Sofia Carson.

## Sinopsis
La telenovela se centra en Violetta Castillo (Martina Stoessel), una adolescente que regresa a Buenos Aires, su hogar natal, después de vivir varios años en Madrid, España. En Buenos Aires descubre su pasión por la música y, para defenderla, vive una serie de enredos para evadir a su padre. El padre cegado por el dolor del fallecimiento de su esposa y madre de Violetta ("María") en un accidente automovilístico durante una gira musical, busca alejarla de todo lo relacionado con la música, creyendo que protege a su hija.

## Temporadas
| Temporada | Temporada | Episodios | Episodios | Emisión original    | Emisión original      |
| Temporada | Temporada | Episodios | Episodios | Primera emisión     | Última emisión        |
| --------- | --------- | --------- | --------- | ------------------- | --------------------- |
|           | 1         | 80        | 80        | 14 de mayo de 2012  | 26 de octubre de 2012 |
|           | 2         | 80        | 80        | 29 de abril de 2013 | 11 de octubre de 2013 |
|           | 3         | 80        | 80        | 28 de julio de 2014 | 6 de febrero de 2015  |

## Reparto

### Primera temporada
- Martina Stoessel como Violetta Castillo es una chica excelente, luminosa y llena de vida, pero un poco solitaria y sobreprotegida por su padre. Posee una voz única que heredó de su madre.
- Diego Ramos como Germán Castillo, padre de Violetta, es ingeniero, dueño de una constructora internacional que hace obras públicas y privadas de gran calibre. Es estricto y exigente.
- Jorge Blanco como León Vargas un joven amable y talentoso, novio de Ludmila. Sin embargo, cuando está con ella su actitud cambia. Está enamorado de Violetta.
- Mercedes Lambre como Ludmila Ferro es una joven soberbia y glamorosa del Studio 21, proviene de una familia de clase alta. La novia de León.
- Nicolás Garnier como Andrés Calixto es un estudiante del Studio 21 y el mejor amigo, torpe y distraído, de León. También, es su seguidor.
- Alba Rico como Natalia "Naty" Vidal es una bailarina y cantante del Studio 21 y la mejor amiga de Ludmila. Es muy talentosa, vive pendiente de la moda y mira con desprecio al resto de los alumnos. En el fondo, es insegura y cree que la única forma de triunfar es estando junto a Ludmila.
- Lodovica Comello como Francesca Caviglia es una estudiante del Studio 21 proveniente de Italia, amiga de Camila y Maxi, es inteligente y sacrificada. Ella es consciente del esfuerzo que hace su familia para que estudie en Studio 21.
- Candelaria Molfese como Camila Torres es una estudiante del Studio 21, amiga de Francesca y Maxi. Cambia de looks repentinamente.
- Facundo Gambandé como Maximiliano "Maxi" Ponte es un estudiante del Studio 21, amigo de Francesca y Camila. Le gusta bailar y es muy enamoradizo.[12]
- Pablo Espinosa como Tomás Heredia (temporada 1) es un joven español becado en el Studio 21, seguro de sí mismo en ocasiones un poco distante, que toca la guitarra y canta.
- Simone Lijoi como Luckas "Luca" Caviglia (temporada 1) es el hermano mayor de Francesca, y el encargado del Restó Bar vecino al Studio 21.
- Ruggero Pasquarelli como Federico Paccini (temporada 3; recurrente temporadas 1 y 2) es un alumno de intercambio que viene de Italia y al llegar a Buenos Aires, se aloja en casa de Violetta por ser hijo de una amiga de Germán.
- Samuel Nascimento como Broduey Silva es un nuevo estudiante del Studio 21 que proviene de Brasil.
- Rodrigo Velilla como Napoleón "Napo" Ferro (temporada 1) es un estudiante bailarín del Studio 21 y primo de Ludmila.
- Artur Logunov como Braco (temporada 1) es un joven ucraniano inteligente, tímido y amable, que habla varios idiomas.
- Clara Alonso como Ángeles "Angie" Carrará es una maestra alegre y carismática, amante de la música y el arte en el Studio 21, es tía de Violetta, aunque ni ella misma lo sepa, y se llega a enamorar de Germán.
- Florencia Benítez como Jade LaFontaine es la exnovia de Germán. Es una mujer superficial y desconcentrada, siempre está pendiente de su aspecto. Proviene de una familia adinerada, pero perdió todo su dinero. Decide casarse con Germán.
- Joaquín Berthold como Matías LaFontaine el hermano de Jade, y el estratega de los planes que tiene su hermana de casarse con Germán.
- Mirta Wons como Olga Patricia Peña es la cocinera de la casa de Violetta, es espontánea y extrovertida y; además está perdidamente enamorada de Ramallo.
- Alfredo Allende como Lisandro Ramallo es la mano derecha de Germán, su hombre de confianza y administrador de sus negocios.
- Rodrigo Pedreira como Gregorio Casal es coreógrafo, poeta y director frustrado del Studio 21.
- Ezequiel Rodríguez como Pablo Galindo es un maestro del Studio 21 y mejor amigo de Angie, de quien está perdidamente enamorado. Finalmente, será el director del Studio 21.
- Pablo Sultani como Roberto "Beto" Benvenuto es un extravagante, torpe y excéntrico maestro del Studio 21.
- Alberto Fernández de Rosa como Antonio Fernández (temporadas 1 y 2; recurrente temporada 3)[13] es el fundador y dueño del Studio 21. Fallecerá en la tercera temporada.
- Diego Álcala como Marotti (temporada 3; recurrente temporadas 1 y 2) es el productor ejecutivo de YouMix.

- Nilda Raggi como Angélica Saramego (recurrente temporada 1) es la abuela de Violetta y madre de Angie y María.

### Segunda temporada
- Diego Domínguez como Diego Hernández Casal (temporadas 2 y 3) es hijo de Gregorio. Además es un chico malo que se interesa por Violetta solo por su talento y belleza.
- Xabiani Ponce De León como Marcelo "Marco" Tavelli (temporadas 2 y 3)[14] es un joven mexicano extrovertido, fan de los chicos del Youmix, en especial de Francesca.
- Valeria Baroni como Larissa "Lara" Jiménez (temporada 2) es una chica fuerte, independiente y trabajadora.
- Carla Pandolfi como Esmeralda Ferrará Di Pietro (temporada 2)[15] es una actriz que contratan Jade y Matías para separar a Angie de Germán.
- Valentina Frione como Jacqueline "Jackie" Saenz (temporada 2)[16] es la sobrina de Antonio y la nueva profesora de danza del Studio 21 que reemplaza a Gregorio.

### Tercera temporada
- Damien Lauretta como Clément Galán / Alexandre "Alex" Benoit es un nuevo alumno del Studio 21. Su padre es dueño de una cadena de hoteles y no aprueba que su hijo tenga aspiraciones diferentes a la suya.
- Macarena Miguel como Geraldine "Gery" López es una chica interesada en León.
- Florencia Ortiz como Priscila Ferro, la madre de Ludmila, se enamora de Germán después de conocerlo en un evento.
- Nacho Gadano como Nicolás Cortés, padre de Clément y enamorado de Jade.
- Rodrigo Frampton como Milton Vinícius[17] es el nuevo y malvado maestro de canto del Studio 21 que reemplaza a Angie.

## Producciones derivadas

### Películas

#### Violetta en concierto
Documental musical que muestra la primera gira y la emoción del concierto con escenas del backstage, además de contenidos exclusivos con el elenco. Recaudó más de 2 millones de dólares. Es la película cinematográfica que muestra el espectáculo de Milán e imágenes inéditas del detrás de escena del cierre de la gira en Buenos Aires. Se trata de un registro audiovisual con gran despliegue escenográfico, vestuario y coreografía. Fue estrenada en los cines de América Latina el 2 de abril de 2014.

#### Violetta: El viaje
Es un documental especial de Disney Channel; también conocido como “Violetta: The Journey” en Brasil y como “Violetta: L'aventura” en Italia.

#### Tini: El gran cambio de Violetta
Es la adaptación a la pantalla grande de la verdadera vida de Violetta, donde la encontraremos en un viaje de descubrimiento en el que nacerá Tini, una nueva artista. Se estrenó en mayo de 2016.  El rodaje de la película fue iniciado en Sicilia, Taormina (Italia) cuenta con locaciones imponentes, también se rodaron algunas escenas en España y al parecer Buenos Aires, Argentina. Participaron de la serie a la película los argentinos Diego Ramos, Clara Alonso y Mercedes Lambre, y con el actor mexicano Jorge Blanco.

### Spin-Offs

#### The U-Mix Show
El 19 de mayo de 2012, en Argentina, se estrenó The U-Mix Show, programa semanal que presentaba un resumen de la semana en la serie y entrevistas con los participantes de la novela. Era presentado por Roger González (durante la primera temporada), Ignacio Riva Palacio (durante la segunda temporada) y por Daniel Martins. En Brasil contaba con la conducción de Bruno Heder.

#### El V-log de Francesca
El V-log de Francesca es una serie web con Lodovica Comello en su dormitorio. La miniserie de dieciséis episodios se estrenó el 10 de junio de 2012 y se prolongó hasta el 22 de octubre de 2012. Los episodios también fueron dobladas en italiano como "Il videoblog di Francesca", en Disney Channel Italia, en Brasil como "O V-log de Francesca". y en los Países Bajos como "De V-Log van Francisca"

#### Ludmila Cyberst@r
Ludmila Cyberst@r es otra serie web que se estrenó el 1 de junio de 2012 en el canal oficial de YouTube de Disney Channel Latin America. La serie consistió de ocho episodios, que se emitieron hasta el 17 de septiembre de 2012 y luego continuamente cargado en el mismo sitio web del canal portugués Disney Channel. Disney Channel UK estrenada el 2 de mayo de 2014 en el canal oficial de Disney Channel UK YouTube y corrió el 24 de mayo de 2014, este es el único programa de Violetta relacionada que ha sido doblada al inglés hasta el momento.

## Producción

### Antecedentes
En 2007, la telenovela musical argentina Patito Feo (producida por Ideas del Sur y Televisa), fue comprada por Disney Channel para presentarse a nivel internacional, debido a la inesperada popularidad que estaba teniendo en su país de origen. Entre 2007 y 2011, fue emitida por Disney Channel en más de 50 países de América Latina, Europa y Asia, obteniendo un éxito mundial. Patito Feo marcó un antes y un después en la historia de Disney, al romper récords de audiencia tras su estreno, y ser aclamada como pionera en la inauguración y triunfo del género telenovela en el canal, logrando que una producción latinoamericana superase por primera vez a las producciones estadounidenses clásicas de la compañía durante su emisión (Hannah Montana, That's So Raven o Wizards of Waverly Place), desafiando las barreras culturales y del idioma.
Tras el fenómeno causado en audiencia, bandas sonoras, giras musicales y merchandising, y con la llegada del final de la telenovela en el canal en 2011, Disney Channel propuso la realización de su propia producción del género, siguiendo la misma estela marcada por Patito Feo, en coproducción con la argentina Pol-ka.

### Audición
La protagonista Martina Stoessel fue elegida por una audición. El actor Diego Ramos fue elegido como el padre de Violetta en la propuesta y después de una audición, enviada a Europa, se confirmó. La actriz Lodovica Comello, quien interpreta a Francesca, asistía a la escuela de Milán y decidió participar en el casting. En cambio, los actores Jorge Blanco y Ruggero Pasquarelli fueron elegidos para la propuesta. Para la segunda temporada también se llevó a cabo un casting para los fans de la serie en Milán, Nápoles y Roma.
Se confirmó la mayor parte del elenco de la primera temporada, a excepción de los actores Simone Lijoi, Rodrigo Velilla, Artur Logunov y el actor protagonista Pablo Espinosa. También se anunció la inclusión de nuevos personajes como Diego, interpretado por Diego Domínguez, quien sería el nuevo rival de León, y actores como Valeria Baroni, Xabiani Ponce De León, Paloma Sirvén, Gerardo Velázquez, Carla Pandolfi y Valentina Frione.

### Rodaje
La serie fue grabada casi en su totalidad en Buenos Aires. El rodaje empezó en septiembre de 2011. Algunas escenas fueron grabadas en Sevilla, Barcelona y Madrid en España; Milán, Italia y París, Francia.
La casa de Violetta fue recreada. El interior de Studio 21 se encuentra a las afueras de Buenos Aires y su fachada es la universidad de la capital de Argentina. Los exteriores fueron grabados en un parque de la ciudad de Buenos Aires. 
Los planos de la simulación cuentan con unos 1.200 metros cuadrados, se divide en dos secciones: la primera es la casa de Violetta con una escalera que conduce a las habitaciones superiores y; la segunda sección fue creada para la segunda temporada divide la habitación de danza, canto y grabación.

## Discografía
El tema de apertura de las temporadas es "En mi mundo", cantada por Martina Stoessel, pero con el lanzamiento internacional han surgido otras versiones como la versión francesa, con videoclip, cantada por Cynthia titulada "Dans mon monde" pero que no es usada para los créditos de apertura; en Brasil el tema oficial de los créditos de apertura es cantado por Mayra Arduini y se titula "Pelo mundo"; en Italia se grabó una versión titulada "Nel mio mondo", con videoclip, y fue cantada por la misma Martina Stoessel pero no es usada en los créditos de apertura; en Rusia se conocen dos versiones para los créditos de apertura: «Вижу мир свой» (Vizhu mir svoy) y «Я лечу к тебе» (Ya lyechu k tebye); en el Reino Unido la versión que se usa para la apertura del programa es cantada por Martina Stoessel y se titula "In my own world". Dicha versión no está completa siendo esta "This is my world", la cual tiene una letra diferente y es interpretada por Maggie McClure. También surgieron las versiones escandinavas: en Suecia se tituló "I min värld" y fue interpretada por Linnéa Källström; en Noruega se llamó "I min verden" y fue interpretada por Celine; en Dinamarca tuvo el nombre de "Verden ligger åben nu" y fue interpretada por Clara Rugaard. Estas tres versiones se grabaron para promocionar la serie al igual que sus videoclips, por lo que usaron cantantes y lugares de filmación locales. Además se utilizan como canción de apertura del programa.

### Discos
| Año  | Detalles |
| ---- | --- |
| 2012 | Violetta - Publicado: 5 de junio de 2012 - Formatos: CD, descarga digital - Discográfica: Walt Disney Records                        |
| 2012 | Cantar es lo que soy - Publicado: 23 de noviembre de 2012 - Formatos: CD, descarga digital - Discográfica: Walt Disney Records       |
| 2013 | Hoy somos más - Publicado: 11 de junio de 2013 - Formatos: CD, descarga digital - Discográfica: Walt Disney Records                  |
| 2013 | Violetta en vivo - Publicado: 28 de noviembre de 2013 - Formatos: CD, descarga digital - Discográfica: Walt Disney Records           |
| 2014 | Gira mi canción - Publicado: 18 de julio de 2014 - Formatos: CD, descarga digital - Discográfica: Walt Disney Records                |
| 2015 | Crecimos juntos - Publicado: 20 de marzo de 2015 - Formatos: CD, descarga digital - Discográfica: Walt Disney Records                |
| 2016 | Tini: El gran cambio de Violetta - Publicado: 29 de abril de 2016 - Formatos: CD, descarga digital - Discográfica: Hollywood Records |

## Giras musicales
1. Violetta en Vivo (2013 - 2014)
2. Violetta Live (2015)

## Premios y nominaciones
| Año  | Premio                       | Categoría                                        | Candidato             | Resultado |
| ---- | ---------------------------- | ------------------------------------------------ | --------------------- | --------- |
| 2012 | Kids Choice Awards Argentina | Programa de TV favorito                          | Elenco                | Nominado  |
| 2012 | Kids Choice Awards Argentina | Actor favorito                                   | Pablo Espinosa        | Ganador   |
| 2012 | Kids Choice Awards Argentina | Villano favorito                                 | Mercedes Lambre       | Ganadora  |
| 2012 | Kids Choice Awards Argentina | Revelación                                       | Martina Stoessel      | Ganadora  |
| 2013 | Kids' Choice Awards          | Artista latino favorito                          | Martina Stoessel      | Nominada  |
| 2013 | Premios Gardel               | Mejor álbum banda de sonido de cine / televisión | Violetta              | Ganador   |
| 2013 | Premios Martín Fierro        | Mejor programa infantil/juvenil                  | Elenco                | Ganador   |
| 2013 | Premios Martín Fierro        | Revelación                                       | Martina Stoessel      | Ganadora  |
| 2013 | Kids Choice Awards México    | Actor favorito                                   | Jorge Blanco          | Ganador   |
| 2013 | Kids Choice Awards México    | Programa o serie favorita                        | Elenco                | Nominado  |
| 2013 | Kids Choice Awards México    | Actor de reparto favorito                        | Pablo Espinosa        | Nominado  |
| 2013 | Kids Choice Awards México    | Actriz de reparto favorita                       | Clara Alonso          | Nominada  |
| 2013 | Kids Choice Awards Argentina | Programa de TV favorito                          | Elenco                | Ganador   |
| 2013 | Kids Choice Awards Argentina | Actor de TV favorito                             | Jorge Blanco          | Nominado  |
| 2013 | Kids Choice Awards Argentina | Actriz de TV favorita                            | Martina Stoessel      | Nominada  |
| 2013 | Kids Choice Awards Argentina | Actriz de TV favorita                            | Lodovica Comello      | Nominada  |
| 2013 | Kids Choice Awards Argentina | Actor de reparto favorito                        | Samuel Nascimento     | Ganador   |
| 2013 | Kids Choice Awards Argentina | Villano favorito                                 | Mercedes Lambre       | Ganadora  |
| 2013 | Kids Choice Awards Argentina | Revelación                                       | Xabiani Ponce De León | Nominado  |
| 2013 | Meus Premios Nick            | Programa de TV favorito                          | Elenco                | Nominado  |
| 2014 | Kids' Choice Awards Colombia | Programa de TV favorito                          | Elenco                | Nominado  |
| 2014 | Kids' Choice Awards Colombia | Actor favorito                                   | Jorge Blanco          | Ganador   |
| 2014 | Kids' Choice Awards Colombia | Villana favorita                                 | Mercedes Lambre       | Ganadora  |
| 2014 | Kids' Choice Awards Colombia | Actriz favorita                                  | Martina Stoessel      | Ganadora  |
| 2014 | Kids Choice Awards México    | Programa o serie favorita                        | Elenco                | Nominado  |
| 2014 | Kids Choice Awards México    | Actor favorito                                   | Jorge Blanco          | Ganador   |
| 2014 | Kids Choice Awards México    | Villano favorito                                 | Diego Domínguez       | Nominado  |
| 2014 | Kids Choice Awards México    | Actriz favorita                                  | Martina Stoessel      | Nominada  |
| 2014 | Kids Choice Awards México    | Selfie favorita                                  | Martina Stoessel      | Nominada  |
| 2014 | Kids Choice Awards México    | Obra de teatro favorita                          | Violetta en vivo      | Nominada  |
| 2014 | Kids Choice Awards Argentina | Programa local favorito                          | Elenco                | Nominado  |
| 2014 | Kids Choice Awards Argentina | Actor favorito                                   | Jorge Blanco          | Nominado  |
| 2014 | Kids Choice Awards Argentina | Actriz favorita                                  | Mercedes Lambre       | Nominada  |
| 2014 | Kids Choice Awards Argentina | Actor de reparto favorito                        | Diego Domínguez       | Ganador   |
| 2014 | Kids Choice Awards Argentina | Obra de teatro favorita                          | Violetta en vivo      | Nominada  |
| 2014 | Meus Premios Nick            | Personaje de TV favorito                         | Violetta              | Nominada  |
| 2015 | Kids Choice Awards México    | Programa o serie favorita                        | Elenco                | Nominado  |
| 2015 | Kids Choice Awards México    | Actor favorito                                   | Jorge Blanco          | Nominado  |
| 2015 | Kids Choice Awards México    | Actriz favorita                                  | Martina Stoessel      | Nominada  |
| 2015 | Meus Premios Nick            | Programa de TV favorito                          | Elenco                | Nominado  |